# Luis Martínez Navarrete
Luis Martínez Navarrete (Guadix, Reino de Granada, Reino de las Españas 14 de enero de 1748 - San Salvador, Intendencia de San Salvador, Capitanía General de Guatemala 1810s) fue un caballero de la Orden de Santiago, que se desempeñó como tesorero de las cajas reales de Chiapas y San Salvador; y que fungió interinamente como intendente de San Salvador (de 1800 a 1801).

## Biografía
Luis Martínez Navarrete nació en la ciudad de Guadix, Reino de Granada, Reino de las Españas, el 14 de enero de 1748; siendo hijo de Diego Martínez de Cos y Teresa Navarrete, naturales de Dólar y Guadix (Granada) respectivamente. En la ciudad de Barcelona, en el día 23 de junio de 1787, contraería matrimonio con Agustina Curtoys.
Se desempeñó como teniente agregado al estado mayor de Madrid, y en 1787 fue nombrado tesorero de la real caja de la Intendencia de Chiapas; por lo que el 7 de noviembre de ese año se embarcó hacia el continente americano junto con su esposa.
En la ciudad de la Nueva Guatemala de la Asunción, en el año de 1796, el presidente-gobernador y capitán general de Guatemala José Domás y Valle (en representación del monarca español) le otorgó el hábito de caballero de la Orden de Santiago. Ese mismo año fue trasladado a la ciudad de San Salvador para laborar como tesorero de la caja real de esa ciudad.
En el año de 1800 el capitán general de Guatemala lo designó como intendente de San Salvador, para ejercer ese puesto de manera interina. Durante su mandato ocurrió una plaga de chapulines, que provenía de la Intendencia de Nicaragua, y que a su paso asoló  las plantaciones de añil (que era el motor económico de la intendencia sansalvadoreña).
Debido a padecer de mala salud, dejó el cargo y solicitó que se le nombrara un sustituto; retornando a su trabajo como tesorero de San Salvador, que lo mantuvo hasta el 18 de marzo de 1809, cuando se le otorgó su jubilación. Falleciendo por la década de 1810.